# L'angelo dei muri
Pour plus de détails, voir Fiche technique et Distribution.
L'angelo dei muri est un film slovéno-franco-italien réalisé par Lorenzo Bianchini (it) sorti en 2021.
Pietro est un vieil homme qui habite seul un appartement sinistre et délabré de Trieste. Lorsque le propriétaire lui annonce qu'il devra quitter les lieux sous un mois, le vieillard se révolte. Il aménage rapidement un petit cagibi entre les murs au coeur de l'appartement, et s'y cache.
Une fois le mois écoulé, une nouvelle locataire, Zala, emménage avec sa petite fille Sanja. Celle-ci est aveugle. Les deux femmes s'approprient tant bien que mal leur nouvelle habitation, malgré les problèmes de fuites d'eau et de fenêtres capricieuses.
Dans sa cachette, Pietro observe la mère et l'enfant, avec la crainte d'être découvert, mêlée à une certaine bienveillance, en particulier à l'égard de Sanja. Mais l'atmosphère étouffante entame peu à peu la raison du vieil homme. Pietro voit et entend de plus en plus souvent des choses malsaines. Parallèlement, Zala semble inquiète sans pouvoir l'expliquer.
La petite Sanja, consciente de la présence de Pietro malgré son handicap, n'a pas peur de lui, et l'appelle "l'ange des murs"...

## Fiche technique
Sauf indication contraire, les informations mentionnées dans cette section peuvent être confirmées par la base de données cinématographiques IMDb,  présente dans la section « Liens externes ».
- Titre original italien : L'angelo dei muri[1]
- Réalisation : Lorenzo Bianchini (it)
- Scénario : Fabrizio Bozzetti, Michela Bianchini
- Photographie : Peter Zeitlinger
- Musique : Donelly Vanessa
- Son : Francesco Morosini
- Production : Thomas Bertacche
- Sociétés de production : Tucker Film (Rome), Ici et Là Productions (Paris), Bela Film d.o.o. (Ljubljana)[2]
- Pays de production :  Italie •  France •  Slovénie
- Langue originale : italien
- Format : couleur — 2,35:1
- Genre : drame, thriller
- Durée : 102 minutes (1 h 42 min)
- Dates de sortie : 
  - Italie : 4 décembre 2021 (Festival du film de Turin[3])

## Distribution
- Pierre Richard : Pietro
- Iva Krajnc